# MA (musée d'art)
Pour les articles homonymes, voir MA.
Le MA ou Musée d'art de Rouyn-Noranda est une institution muséale consacrée aux arts des Amériques. Il est situé à Rouyn-Noranda, dans la région de l'Abitibi-Témiscamingue, au Québec,
Le MA compte une collection de près de 1 000 œuvres, portant principalement sur l’art québécois.
Le MA est membre de la Société des Musées du Québec, de l'Association des musées canadiens et du Réseau muséal de l'Abitibi-Témiscamingue.

## Historique

### De 1978 à 2017: le Centre d'exposition de Rouyn-Noranda (CERN)
En 1973, le projet de fonder un lieu d'exposition à Rouyn-Noranda voit le jour. L'élément déclencheur est l'exposition Mouska, installée dans le hall du pavillon des sciences du Cégep de l'Abitibi-Témiscamingue à l'occasion des Jeux du Québec .
En 1975, le Comité des expositions artistiques de Rouyn-Noranda se constitue en corporation. En 1978, il obtient son accréditation auprès du gouvernement du Québec. Le Comité des expositions de Rouyn-Noranda se donne pour mission de faire connaître le travail des créateurs de l'Abitibi-Témiscamingue et de stimuler l'intérêt du public à l'égard de la pratique artistique. Il se définit également comme un acteur favorisant les échanges entre les différents organismes régionaux œuvrant en faveur de la promotion des arts plastiques.
En 1995, le Comité des expositions artistiques de Rouyn-Noranda devient le Centre d'exposition de Rouyn-Noranda (CERN). En tant que centre d'exposition, son mandat concerne essentiellement la diffusion d’œuvres d'art visuel et l'éducation artistique. Il occupe un espace dans l'enceinte du Cégep de l'Abitibi-Témiscamingue, où il dispose de deux salles d'exposition.
En outre, le CERN met sur pied des projets spéciaux afin de consolider sa place dans le réseau muséal national. Du 3 mai au 3 septembre 2000, l'exposition PassArt, conçue par une dizaine de commissaires, réunit 2000 œuvres d'artistes québécois à l'occasion d'un événement soulignant l'entrée dans l'An 2000. Cet événement suscite le désir de constituer une collection .
En 2003 est créée la Fondation du Centre d'exposition de Rouyn-Noranda, qui a pour but de soutenir et d'encadrer le développement d'une collection d’œuvres d'artistes des régions du Québec, et principalement de l'Abitibi-Témiscamingue.
En 2012, le CERN s'installe dans ses nouveaux locaux, qui jouxtent la Bibliothèque municipale de Rouyn-Noranda.
En 2014 s'amorce la transition vers une identité de musée, fondée sur les cinq fonctions muséales (collectionnement, conservation, recherche, éducation et exposition).
À partir de 2014, la collection s'accroît et s'ouvre sur l'art ancien et moderne québécois. Le CERN met sur pied les Camps d'art, des camps de jour estivaux axés sur la pratique artistique.
2015 marque le début d'un cycle d'expositions intitulées Dialogue, qui favorisent le dialogue interculturel en mettant en relation des artistes des Premières nations de l'Abitibi-Témiscamingue avec des artistes autochtones et allochtones canadiens ou internationaux. En marge de l'exposition Dialogue Deux, le CERN accueille le colloque Paroles des Premiers Peuples: Création orale et littérature, dont les actes sont édités d'un numéro de la revue Recherches amérindiennes au Québec

### À partir de 2017: le MA
En 2017, le Centre d'exposition de Rouyn-Noranda et sa Fondation fusionnement sous le nom de MA, musée d'art. La mission de l'institution est reformulée. Elle réaffirme son attention aux arts visuels de l'Abitibi-Témiscamingue, mais situe désormais son mandat muséal dans le contexte des arts des Amériques. Cette orientation est enrichie par la perspective autochtone.
Le MA est le premier musée d'art en Abitibi-Témiscamingue.
Le MA présente une programmation multidisciplinaire orientée vers la recherche. Pour ce faire, il instaure des collaborations avec des organismes présentant des œuvres performatives. Il accueille plusieurs activités des 8e et 9e éditions de la biennale d'art performatif de Rouyn-Noranda. En 2018 et 2021, il accueille des spectacles du Théâtre du Tandem. Il collabore également avec des organismes de danse comme l'Annexe-A et Cinédanse.
En 2020, le Ministère de la Culture et des Communications du Québec accorde au MA, musée d'art un statut de musée.
En 2020, le MA lance une série d'expositions en ligne: le MA virtuel. Cette initiative lui vaut en 2021 le prix d'excellence en arts et en culture dédié à l'organisme s'étant le plus démarqué par son utilisation des technologies numériques, décerné par le Conseil de la culture de l'Abitibi-Témiscamingue.
En 2022, le musée met à l'honneur l'artiste Rose-Aimée Bélanger dans une rétrospective de ses 40 ans de carrière. Une publication accompagne l'exposition. Le Centre d'art de La Sarre accueille l'exposition du 23 février au 16 avril 2023 .

## Liste des expositions depuis 2014
- Miss Pixels : Pixel Fossiles, du 18 avril au 11 mai 2014
- Muriel Faille : Dans la portée d'un monde, du 16 mai au 22 juin 2014
- Francesca Penserini : Les gisants, le clair et l'obscur, du 16 mai au 22 juin 2014
- Musée du Bas Saint-Laurent : Les années 70, du 7 juin au 7 septembre 2014
- Laimon Mitris : Collectionneurs, du 27 juin au 7 septembre 2014
- Les artistes de la collection Loto-Québec : Territoires imaginés, du 25 septembre au 23 novembre 2014
- Collectif Triangle : Scalène, du 24 octobre au 16 novembre 2014
- Julie D. Vaillancourt : Impulsions créatives, du 11 novembre au 8 février 2015
- Blanca Haddad : Sans Dieu ni maître, du 5 décembre 2014 au 15 février 2015
- Martine Savard : Pour en finir une fois pour toutes avec les osties de panache, du 5 décembre 2014 au 15 février 2015[20]
- Marta Sáenz de la Calzada, Karine Hébert : Moi, ma mère me racontait, du 13 février au 13 avril 2015
- Andréane Boulanger : Fini la fête, du 20 février au 19 avril 2015
- Carole-Yvonne Richard : Mythologie ou humanité, du 20 février au 19 avril 2015
- David Paquin : Archange numérique, du 18 avril au 31 mai 2015
- Les finissants du certificat en arts visuels de l'Université du Québec en Abitibi-Témiscamingue : Exposer, du 24 avril au 31 mai 2015
- Dialogue Deux, du 7 juin au 20 septembre 2015[21]
- Geneviève et Mathieu : La Jamésie, du 7 juin au 20 septembre 2015[22]
- Virginia Pesemapeo Bordeleau : Le silence des aînés, du 7 juin au 20 septembre 2015
- Exposer 2015 : Eh bien, dis-donc!, du 24 au 27 septembre 2015
- Rock Lamothe : Forêt apprivoisée, du 26 septembre au 22 novembre 2015
- Martine Savard : L'enfant géant et ses cicatrices, du 3 octobre au 6 décembre 2015
- La Corporation de la Maison Dumulon : Les femmes pionnières de Rouyn-Noranda, du 16 octobre au 10 décembre 2015
- Célébrer 90 ans d'histoire par l'image : Rouyn-Noranda 1926-2016, du 8 décembre 2015 au 26 mars 2016
- Escouade d'art tout terrain : BLAST!, du 20 novembre 2015 au 21 février 2016
- Mike Marcon : Outpost, du 27 novembre 2015 au 27 février 2016
- Luc Boyer : Abysses, du 4 mars au 22 mai 2016
- La hot collection du prof Tremblay, du 4 mars au 29 mai 2016
- Exposer 2016 : Land Art, du 1er au 30 mai 2016
- FAR, Foire d'art de Rouyn, du 10 juin au 5 septembre 2016
- José Luis Torres, Apparences trompeuses, du 16 septembre au 20 novembre 2016[23]
- Hollywood têtes d'affiches, du 28 octobre au 23 novembre 2016
- René Derouin, Les derniers territoires, du 2 décembre 2016 au 5 mars 2017[24]
- Marc-Olivier Hamelin, Études sur l'échec, du 21 décembre 2016 au 12 mars 2017
- Nicolas de Cosson, Facet, du 17 mars au 4 juin 2017
- Arnold Zageris, Antartica, du 17 mars au 18 juin 2017
- Perceptions, du 5 au 9 avril 2017
- Printemps numérique :Traumas, du 23 au 26 avril 2017
- Martin Beauregard : L'Éternité, le jour d'après/One day after eternity, du 9 juin au 10 septembre 2017
- La collection du MA -La Sculpture dans tous ses états, du 30 juin au 10 mars 2017
- Musée du Bas Saint-Laurent : Chasseurs, du 30 juin au 10 septembre 2017
- Francine Plante et Collette Jacque : Absence, du 22 septembre au 22 octobre 2017
- Daniel Corbeil : Module de survie pour un avenir incertain, du 22 septembre au 2 décembre 2017
- Exposer 2017 : Dix territoires, un même voyage, du 8 décembre 2017 au 18 février 2018
- Chelsea Greenwell : Équipoise, du 8 décembre 2017 au 17 février 2018[25]
- Béchard Hudon : À un moment donné dans un lieu précis, du 22 février au 30 avril 2018
- Anne Théberge : Correspondance, du 22 février au 2 avril 2018
- Caméléon : Bulle, du 6 au 12 avril 2018
- Bifrost : Søken, du 20 au 29 avril 2018
- Pulsarium : Voyage dans le vide, du 11 au 27 mai 2018
- Jana Sterbak : Rétrospective, du 14 juillet au 9 septembre 2018[26]
- 500 œuvres, 5 lieux, 400 kilomètres: une aventure extrême, du 6 août au 9 septembre 2018
- Maria Santacecilia : L'étreinte du réticule, 21 septembre 2018
- John Court : Untitled, du 20 octobre au 25 novembre 2018
- Nos photos de tournage, du 26 octobre 2018 au 2 décembre 2018
- Pleins feux sur la collection, 15 ans de collectionnement, du 7 décembre 2018 au 10 mars 2019
- Joanne Poitras : La Voûte, du 7 décembre 2018 au 24 mars 2019
- Arnold Zageris : Photographies 2004, 15 décembre 2018
- Ce n'est pas rien, ce n'est peut-être pas grand-chose, mais ce n'est pas rien, exposition collective du 29 mars au 26 mai 2019
- Antoine Charbonneau-Demers : Bon garçon, 30 mars 2019
- Collectif Khube : Nopimik, du 19 au 28 avril 2019
- Les finissants du certificat en arts plastiques de l'UQAT: De la lumière, tout près, du 3 au 7 mai 2019
- Joi T. Arcand, Hannah Claus, Émilie Monnet, Dominic Lafontaine,et Roger Wylde : Ayemiyedan Nisin-Dialogue Trois, du 7 juin au 29 septembre 2019
- Franck Polson : Les treize grand-mères lunes, du 7 juin au 29 septembre 2019
- Wapikoni mobile : du 7 juin au 29 septembre 2019
- Vidéos de trois finissants en arts visuels au cégep, du 7 juin au 29 septembre 2019
- François Quévillon : Conduite algorithmique, du 11 octobre au 8 décembre 2019
- Martin Beauregard et Randa Maroufi : Check my point Maroc/Québec, du 11 octobre 2019 au 12 janvier 2020
- Jean Paul Riopelle : Oies, jutes et feuilles, du 30 octobre 2019 au 7 mars 2020
- Collectif Prisme : Être aux machines, du 4 au 8 mai 2020
- Centre de design de l'UQAM : Le design graphique, ça bouge!, du 21 février au 7 septembre 2020
- Michelange Quay et Jean-Ambroise Vesac :The Black Room, du 28 février au 7 septembre 2020[27]
- Les lauréats de la bourse du MA 2020 : du 18 septembre au 1er novembre 2020
- Virginia Pesamapeo Bordeleau et Guillermina Ortega : Dialogue Quatre – Diálogo Cuatro, du 18 septembre 2020 au 17 février 2021
- Virginia Pesemapeo Bordeleau : Ourse bleue - Piciskanâw maskikwew, la rétrospective, du 18 septembre 2020 au 7 mars 2021
- Serge Bordeleau : Abitibi360-la suite, du 6 novembre 2020 au 10 janvier 2021[28]
- Collectif de l'Atelier Les Mille Feuilles : Le Noir de l'encre, du 22 janvier au 14 mars
- Monique Régimbald-Zeiber : Les ouvrages et les heures, du 26 mars au 16 mai 2021
- Jin-me Yoon : Here elsewhere, other hauntings, du 26 mars au 20 juin 2021
- .crp : [id] inconfort(s) identitaire(s), du 19 au 26 mai 2021
- Francis Boivin : Ma caverne à Platon, du 30 juin au 6 septembre 2021
- Les Tourneurs - les 500 estampes de la collection, du 30 juin au 26 septembre 2021[29]
- Donald Trépanier : Là où parfois l’on s’y perd, du 8 octobre 2021 au 9 janvier 2022
- Fonds municipal d’art contemporain, du 1er décembre 2021 au 6 février 2022
- René Derouin, Patrick Bossé, Pascal Pelletier : Territoires des Amériques, du 19 janvier au 9 février 2022[30]
- Fednel Alexandre : Chez moi, du 23 février au 27 mars 2022
- Christian Leduc : Siècle, du 25 mars au 12 juin 2022[31]
- Collectif Humano : Devolution, du 9 au 17 avril 2022
- Pascale-Josée Binette, Karl Chevrier, Carlos Kistabish, Dominic Lafontaine, Frank Polson, Jocelyne Robinson, Nattaway (Chantal Simard), Janice Wabie : Odeimen, du 6 mai au 12 juin 2022[32],[33],[34]
- Jorge Otero, Luis Manuel Otero Alcántara, Nestor Alvarez, Nestor Siré, Andréane Boulanger, Luc Boyer, Gabrielle Brais-Harvey, Geneviève et Matthieu, Martine Savard : Site de rencontre avec l’art Cuba – Québec, du 24 juin au 2 octobre 2022
- Rose-Aimée Bélanger : Du grès au bronze : 40 ans de sculpture, du 28 octobre 2022 au 15 janvier 2023 [35],[36],[37]
- Sandra Brewster : Anywhere Everywhere (Partout n'importe où), du 27 janvier au 30 avril 2023

## Publications
- 2016 : René Derouin | Les derniers territoires, coédition avec le Musée des Beaux-arts de Sherbrooke et la Galerie Montcalm de Gatineau
- 2018 : Daniel Corbeil,  coédition avec Plein sud édition
- 2020 : Virginia Pesemapeo Bordeleau |Ourse bleue-Piciskanâw mask iskwew, coédité avec les Éditions du Quartz
- 2020 : Monique Régimbald-Zeiber : les ouvrages et les heures… et les restes [38]. coédition avec le Musée d'art de Joliette
- 2022 : Christian Leduc | Siècle
- 2022 : Rose-Aimée Bélanger : Du Grès Au Bronze

## Direction
- De 1975 à 1977 : Jocelyne Sauriol
- De 1978 à 1979 : Jacques Laflamme
- De 1979 à 1980 : Rock Lamothe
- De 1980 à 1989 : Gisèle Marchand
- De 1990 à 1992 : Céline Rivard
- De 1992 à 2010 : Louise Boudreault
- De 2010 à 2013 : Chantal Polard
- Depuis 2013 : Jean-Jacques Lachapelle